# The Morning Post
The Morning Post – brytyjska gazeta codzienna założona w Londynie w 1772 i wydawana do 1937, kiedy to została połączona z „The Daily Telegraph”.

## XVIII wiek
Pierwszymi właścicielami pisma byli drukarz i księgarz John Bell oraz aukcjoner James Christie. Przez pierwsze dwadzieścia lat gazeta wydawana była codziennie na czterech dużych stronach folio, z których co najmniej dwie trzecie poświęcone było reklamom i ogłoszeniom. Reklamowano zbliżające się spektakle teatralne, nowo wydane książki, cudowne leki, nieruchomości do wynajęcia, konie na sprzedaż, aukcje mebli i obrazów, a także wiele innych towarów i usług. Na pozostałych stronach zamieszczano wiadomości krajowe. Wydarzeniom z zagranicy poświęcano zaledwie kilka akapitów.

## XIX wiek
W następnych latach periodyk wielokrotnie modyfikował swój tytuł i profil, stając się w końcu gazetą wigów o nazwie „The Morning Post and Fashionable World”. W 1795 pismo zostało kupione przez dziennikarza Daniela Stuarta, który poszerzył jego zasięg i przekształcił w umiarkowany organ torysów. Dwa lata później przemianował je na „The Morning Post and Gazetteer”. Pisali tam wtedy znani pisarze, tacy jak Samuel Taylor Coleridge, Charles Lamb, Robert Southey i William Wordsworth. W ciągu siedmiu lat nakład gazety wzrósł z 350 do ponad 4000 egz. Po sprzedaży gazety przez Stuarta w 1803 „The Morning Post” wielokrotnie zmieniał właścicieli. Zaczął tracić na znaczeniu i powoli podupadać.

## XX wiek
Od listopada 1900 przez 13 lat pisał anonimowo dla gazety Alfred Deakin, australijski polityk i premier Australii w latach 1903–1904. Zatrudniony jako specjalny korespondent z Sydney za gażę wysokości 500 funtów rocznie regularnie przysyłał cotygodniowe felietony, w których komentował i przybliżał Brytyjczykom bieżącą politykę Australii.
W 1920 gazeta zyskała rozgłos po serii artykułów autorstwa Howella Arthura Gwynne, opublikowanych pod wspólnym tytułem The Cause of World Unrest, opartych na kontrowersyjnych Protokołach mędrców Syjonu, nie przyjmując jednoznacznego stanowiska na temat ich autentyczności.
W 1937 gazeta została zakupiona przez Jamesa Berry’ego, właściciela „The Daily Telegraph”, z zamiarem wydawania jej jako niezależny tytuł. Jednak wobec niskiego poziomu sprzedaży ostatecznie została połączona z „The Daily Telegraph”.